# Ballads (John Coltrane-album)
Ballads från 1963 är ett jazzalbum med John Coltrane Quartet. Det spelades in i Van Gelder Studio, Englewood Cliffs 1961/62.
Albumet fick  2008 en Grammy Hall of Fame Award.

## Låtlista
1. Say It (Jimmy McHugh/Frank Loesser) – 4:19
2. You Don't Know What Love Is (Gene de Paul/Don Raye) – 5:15
3. Too Young to Go Steady (Jimmy McHugh/Harold Adamson) – 4:23
4. All or Nothing at All (Jack Lawrence/Arthur Altman) – 3:38
5. I Wish I Knew (Harry Warren/Mack Gordon) – 4:54
6. What's New? (Bob Haggart/Johnny Burke) – 3:47
7. It's Easy to Remember (Richard Rodgers/Lorenz Hart) – 2:49
8. Nancy (with the Laughing Face) (Jimmy Van Heusen/Phil Silvers) – 3:11

## Inspelningsdatum
21 december 1961 (spår 7)
18 september 1962 (spår 6, 8)
13 november 1962 (spår 1–5)

## Musiker
- John Coltrane – tenor- & sopransaxofon
- McCoy Tyner – piano
- Jimmy Garrison – bas (spår 1–6, 8)
- Reggie Workman – bas (spår 7)
- Elvin Jones – trummor